# Viburnum griffithianum
Viburnum griffithianum är en desmeknoppsväxtart som beskrevs av Charles Baron Clarke. Viburnum griffithianum ingår i släktet olvonsläktet, och familjen desmeknoppsväxter. Inga underarter finns listade i Catalogue of Life.